# Tokunagaia scutellata
Tokunagaia scutellata är en tvåvingeart som först beskrevs av Lars Zakarias Brundin 1956.  Tokunagaia scutellata ingår i släktet Tokunagaia, och familjen fjädermyggor. Enligt den finländska rödlistan är arten nära hotad i Finland. Arten är reproducerande i Sverige. Artens livsmiljö är källmiljöer.